# Acanthocinus obliquus
Acanthocinus obliquus là một loài bọ cánh cứng trong họ Cerambycidae.